# 59th Street-Columbus Circle
59th Street-Columbus Circle is een station van de metro van New York aan de Broadway-Seventh Avenue Line en de Eighth Avenue Line.
Het station heeft in-/uitgangen tussen West 57th Street en West 61st Street, met de uitgang aan West 60th Street nabij de Trump International Hotel and Tower. De uitgang in de Columbus Circle, aan West 59th Street, leidt naar het Time Warner Center.

## Broadway–Seventh Avenue Line
De Broadway–Seventh Avenue Line heeft 4 sporen met twee perrons op de buitenste sporen. Het station is een belangrijk overstappunt met de Eighth Avenue Line. Aangezien deze laatste lijn nog niet bestond ten tijde van de bouw van de Broadway-Seventh Avenue Line is er geen mogelijkheid om de express-treinen te laten stoppen. De New York City Transit Authority heeft overwogen om het station om te bouwen maar dat is nooit werkelijkheid geworden.

## Eighth Avenue Line
De uitbreiding van het station bij de bouw van de Eighth Avenue Line, in 1932, leverde een relatief groot station op. Er zijn drie eilandperrons. Het middelste eilandperron diende om passagiers aan beide zijden van de trein te laten uitstappen, door het ontwerp van de nieuwere metrotreinen is dit buiten gebruik geraakt.
Van noord naar zuid:
Van Cortlandt Park-242nd Street · 
238th Street · 
231st Street · 
Marble Hill-225th Street · 
215th Street · 
207th Street · 
Dyckman Street · 
191st Street · 
181st Street · 
168th Street · 
157th Street · 
145th Street · 
137th Street-City College · 
125th Street · 
116th Street-Columbia University · 
110th Street-Cathedral Parkway · 
103rd Street · 
96th Street ·
86th Street · 
79th Street · 
72nd Street · 
66th Street-Lincoln Center · 
59th Street-Columbus Circle · 
50th Street · 
Times Square-42nd Street · 
34th Street-Penn Station · 
28th Street · 
23rd Street · 
18th Street · 
14th Street · 
Christopher Street-Sheridan Square · 
Houston Street · 
Canal Street · 
Franklin Street · 
Chambers Street · 
WTC Cortlandt · 
Rector Street · 
South Ferry
Van noord naar zuid:
Wakefield-241st Street · 
Nereid Avenue · 
233rd Street · 
225th Street · 
219th Street · 
Gun Hill Road · 
Burke Avenue · 
Allerton Avenue · 
Pelham Parkway · 
Bronx Park East · 
East 180 Street · 
West Farms Square-East Tremont Avenue · 
174th Street · 
Freeman Street · 
Simpson Street · 
Intervale Avenue · 
Prospect Avenue · 
Jackson Avenue · 
3rd Avenue-149th Street · 
149th Street-Grand Concourse · 
135th Street · 
125th Street · 
116th Street · 
Central Park North-110th Street · 
96th Street ·
86th Street · 
79th Street · 
72nd Street · 
66th Street-Lincoln Center · 
59th Street-Columbus Circle · 
50th Street · 
Times Square-42nd Street · 
34th Street-Penn Station · 
28th Street · 
23rd Street · 
18th Street · 
14th Street · 
Christopher Street-Sheridan Square · 
Houston Street · 
Canal Street · 
Franklin Street · 
Chambers Street · 
Park Place · 
Fulton Street · 
Wall Street · 
Clark Street · 
Borough Hall · 
Hoyt Street-Fulton Mall · 
Nevins Street · 
Atlantic Avenue · 
Bergen Street · 
Grand Army Plaza · 
Eastern Parkway-Brooklyn Museum · 
Franklin Avenue

Nostrand Avenue Line:
President Street · 
Sterling Street · 
Winthrop Street · 
Church Avenue · 
Beverly Road · 
Newkirk Avenue · 
Brooklyn College-Flatbush Avenue

New Lots Line:
Nostrand Avenue · 
Kingston Avenue · 
Crown Heights-Utica Avenue · 
Sutter Avenue-Rutland Road · 
Saratoga Avenue · 
Rockaway Avenue · 
Junius Street · 
Pennsylvania Avenue · 
Van Siclen Avenue · 
New Lots Avenue